# Una famiglia mostruosa
Una famiglia mostruosa è un film del 2021 diretto da Volfango De Biasi.
La pellicola è una commedia fantasy-grottesca con protagonista una famiglia simile alla famiglia Addams.

## Trama
Adalberto e Luna sono una giovane coppia di studenti fuori sede che si incontra e si innamora. Lontani da casa, i due non hanno occasione di conoscere le rispettive famiglie, ma quando Luna resta incinta, Adalberto si vede costretto a portarla dai suoi, sebbene faccia di loro un ritratto poco lusinghiero. La ragazza infatti non sa che la famiglia del suo fidanzato è letteralmente "mostruosa": Vladimiro, il futuro suocero, è un vampiro, sua moglie Brunilde una strega, il fratello di lei Nanni un mostro di Frankenstein, la sorellina Salmetta una Vampiretta e la nonna Crisilde un fantasma. Lo stesso Adalberto è un lupo mannaro, che però aspira a una vita normale e finora è riuscito a nasconderle la sua identità uscendo di casa solo durante la luna piena. 
La coppia si presenta al castello di famiglia dove Adalberto spera di scoprire attraverso uno specchio magico Sirio l'identità del nascituro: ovvero sapere se nascerà umano o mostro. Il tutto nascondendo la verità alla ignara Luna, la cui gravidanza è molto più rapida del normale al punto che il bambino potrebbe nascere nel giro di quattro giorni, e cercando di proteggerla dall'ostilità dei suoi che mal sopportano l'idea del matrimonio con una umana. Soprattutto Brunilde che piuttosto che far sposare suo figlio con Luna cerca invece di farlo tornare insieme alla sua ex-fidanzata, la donna invisibile Daphne, ma invano. Tutto si complica quando Luna scopre la loro vera natura e arrabbiata con Adalberto per avergli nascosto la verità vuole lasciarlo affermando che il bambino, mostro o umano che sia, lo crescerà da sola. Purtroppo con l'arrivo inaspettato della famiglia di lei – Nando, Stella, il piccolo Ivano e nonno Paride – a cui quando ha saputo la verità in preda al terrore aveva mandato un messaggio in cui diceva che Adalberto e la sua famiglia erano dei mostri, le cose prendono una strana piega. I genitori Nando e Stella sono umani solo di nome: poiché si rivelano talmente rozzi, volgari e venali da meritarsi a pieno titolo l’appellativo morale di "mostri", e la stessa Luna (il cui vero nome è Luana) ha detto che erano morti proprio perché si vergognava di loro. 
Il confronto fra le due famiglie si sviluppa con un rutilante corollario di equivoci e doppi giochi fino alla scoperta finale della verità, rivelando i sorprendenti risvolti di questa specialissima gravidanza. Dopo averli convinti, visto che all'inizio non ci credevano - a parte Ivano che ha saputo subito che Salmetta era una vampira e ha cercato di convincerla a dargli il suo "primo morso" (l'equivalente del primo bacio per un vampiro) -, che i loro futuri consuoceri sono mostri questi accettano la cosa tranquillamente ma Luna e Adalberto sono convinti a volersi separare; e questa volta a sorpresa sono i genitori di Adalberto che non vogliono che i due si lascino, cercando di forzarli con un filtro d'amore ma i due scoperto il sotterfugio si arrabbiano ancora di più decidono di tagliare i ponti con entrambe le loro famiglie, mentre il filtro invece viene bevuto da Daphne e zio Nanni. Solo l'intervento all'ultimo momento dei nonni fantasma di Adalberto e Luna (che mentre la famiglia era distratta nonno Paride, innamoratosi a prima vista della nonna di Adalberto, è morto e si è fidanzato con Crisilde), che li incoraggiano a non rinunciare al loro amore a causa delle sciocchezze dei rispettivi genitori e i due accolgono il consiglio. Sul punto di lasciare la villa a Luna si rompono le acque e corrono in ospedale dove partorisce due gemellini: un vampiretto e un lupo mannaro, e non volendo impedire ai rispettivi genitori di vedere i nipotini li perdonano.
Anni dopo la sera di Halloween, Nando ha raccontato a dei bambini la loro storia ma non viene creduto, anche se tra loro ci sono i suoi nipotini vestiti come i mostri che sono a cui spiega che non c'è pericolo che altri sappiano che la storia è vera perché a detta sua "ogni famiglia è un po' mostruosa a modo suo". Infine anche il desiderio di Salmetta viene soddisfatto: ha dato il primo morso a Ivano e lo ha reso un vampiro.

## Distribuzione
Il film è stato distribuito nelle sale cinematografiche italiane a partire dal 25 novembre 2021.

## Accoglienza

### Incassi
Il film ha incassato un totale mondiale di 736380 $.

## Sequel
Il sequel, Un matrimonio mostruoso, esordisce nel 2023, con gli stessi protagonisti diretti dallo stesso regista, Volfango De Biasi.